# Associazione Calcio Spezia 1942-1943
Questa voce raccoglie le informazioni riguardanti l'Associazione Calcio Spezia nelle competizioni ufficiali della stagione 1942-1943.

## Stagione
Lo Spezia e gli spezzini desiderano fortemente la Serie A, ed anche se il paese è in guerra, con squadre e campionati che patiscono ristrettezze, il presidente Coriolano Perioli fa di tutto per attrezzare la squadra. Intanto trattiene il trio tutto d'oro di goleador Giovanni Costa, Giovanni Costanzo ed Eusebio Castigliano, riesce poi a portare a Spezia il marò Riccardo Carapellese, ed affida la panca a Ottavio Barbieri.
Sulla carta non manca niente allo Spezia per il grande salto. Sul campo invece gli eventi bellici falsano il campionato. La Palermo Juventina è estromessa dal torneo per motivi contingenti legati allo sbarco delle truppe alleate a marzo 1943, quindi lo Spezia perde quattro preziosi punti in classifica che, uniti a qualche passo falso in trasferta, relegano gli aquilotti ad un onorevole sesto posto con 35 punti, alle spalle delle promosse in Serie A Modena e Brescia. In Coppa Italia sagra del gol, con eliminazione, nel derby col Genova 1893 (5-3) a Marassi. Miglior realizzatore del campionato l'aquilotto Giovanni Costanzo che ha firmato 25 reti nel torneo, ed una in Coppa Italia.

## Rosa
| N. |                   | Ruolo | Calciatore          |
| -- | ----------------- | ----- | ------------------- |
|    | Italia (bandiera) | P     | Sergio Bani         |
|    | Italia (bandiera) | P     | Arduino Romoli      |
|    | Italia (bandiera) | P     | Agostino Scaglioni  |
|    | Italia (bandiera) | D     | Carmelo Amenta      |
|    | Italia (bandiera) | D     | Eraldo Borrini      |
|    | Italia (bandiera) | D     | Pietro Del Buono    |
|    | Italia (bandiera) | D     | Wando Persia        |
|    | Italia (bandiera) | D     | Bernardo Poli       |
|    | Italia (bandiera) | C     | Renato Barberini    |
|    | Italia (bandiera) | C     | Sergio Bicchielli   |
|    | Italia (bandiera) | C     | Alfonso Borra       |
|    | Italia (bandiera) | C     | Eusebio Castigliano |

| N. |                   | Ruolo | Calciatore           |
| -- | ----------------- | ----- | -------------------- |
|    | Italia (bandiera) | C     | Vincenzo Coltella    |
|    | Italia (bandiera) | C     | Armando Frigo        |
|    | Italia (bandiera) | C     | Ivo Isetto           |
|    | Italia (bandiera) | C     | Mario Magrini        |
|    | Italia (bandiera) | C     | Bruno Rossi          |
|    | Italia (bandiera) | C     | Carlo Scarpato       |
|    | Italia (bandiera) | A     | Riccardo Carapellese |
|    | Italia (bandiera) | A     | Giovanni Costa       |
|    | Italia (bandiera) | A     | Giovanni Costanzo    |
|    | Italia (bandiera) | A     | Antonio Gordini      |
|    | Italia (bandiera) |       | Ferdinando Pastore   |
|    | Italia (bandiera) |       | Ottavio Barbieri     |

## Risultati

### Serie B

#### Girone di andata
| Arbitro: | Gnocchini (Alessandria) |

|                 |           |              |
| Castigliano 62’ | Marcatori | 20’ Faccenda |

| Arbitro: | Tonnetti (Roma) |

|  |           |                    |
|  | Marcatori | 4’, 50’, 57’ Costa |

| Arbitro: | Gamba (Napoli) |

|                                        |           |  |
| Costanzo 52’, 80’, 81’ Carapellese 69’ | Marcatori |  |

| Arbitro: | Biancone (Roma) |

|  |           |                                          |
|  | Marcatori | 2’ Castigliano 17’ Costanzo 25’ Coltella |

| Arbitro: | Buratti (Milano) |

|                                                       |           |  |
| Gordini 7’ Costa 39’ 41’ Castigliano 56’ Costanzo 75’ | Marcatori |  |

| Arbitro: | Dellarole (Roma) |

|              |           |           |
| Bellucci 31’ | Marcatori | 10’ Costa |

| Arbitro: | Fois (Roma) |

|  |           |                   |
|  | Marcatori | 35’, 83’ Costanzo |

| Arbitro: | Gamba (Napoli) |

|                                  |           |                         |
| Costanzo 64’ (rig.) Scarpato 81’ | Marcatori | 87’ Capra 89’ Bandirali |

| Arbitro: | Francini (Viareggio) |

|                 |           |            |
| Castigliano 84’ | Marcatori | 61’ Pisani |

| Arbitro: | Fois (Roma) |

|                               |           |          |
| Formentin 63’ Guarnieri I 85’ | Marcatori | 69’ Poli |

| Arbitro: | Dattilo (Roma) |

|          |           |                           |
| Viani 8’ | Marcatori | 62’ Carapellese 85’ Costa |

| Arbitro: | Biancone (Roma) |

|           |           |           |
| Borra 70’ | Marcatori | 80’ Ratti |

| Arbitro: | Zilli (Reggio Emilia) |

|                                     |           |                                     |
| Rebuzzi 1’ Calzolai 7’ Romanini 66’ | Marcatori | 48’ (rig.) Costanzo 72’ Carapellese |

| Arbitro: | Buratti (Milano) |

|                  |           |           |
| Gordini 12’, 40’ | Marcatori | 21’ Banfi |

| Arbitro: | Carpani (Milano) |

|  |           |                                       |
|  | Marcatori | 3’ Costa 54’ Costanzo 63’ Castigliano |

| Arbitro: | Donati (Milano) |

|                                        |           |  |
| Costa 3’ (rig.), 51’ Costanzo 35’, 68’ | Marcatori |  |

| Arbitro: | Bertolio (Torino) |

|                 |           |            |
| G. Castelli 15’ | Marcatori | 9’ Gordini |

#### Girone di ritorno
| Arbitro: | Scorzoni (Bologna) |

|             |           |  |
| Paolini 19’ | Marcatori |  |

| Arbitro: | Camiolo (Milano) |

|           |           |               |
| Borra 83’ | Marcatori | 88’ Guarnieri |

| Arbitro: | Donati (Milano) |

|            |           |              |
| Bandini 5’ | Marcatori | 81’ Costanzo |

| Arbitro: | Bellè (Venezia) |

|  |           |                                               |
|  | Marcatori | 31’ (rig.) Barbieri 79’ Bramanti 89’ De Carli |

| Arbitro: | Bellè (Venezia) |

|              |           |                                   |
| Cozzarin 44’ | Marcatori | 33’, 42’ Castigliano 66’ Costanzo |

| Arbitro: | Rosso (Casale Monferrato) |

|                                   |           |  |
| Costanzo 7’, 39’ (rig.) Borra 30’ | Marcatori |  |

| Arbitro: | Viarengo (Asti) |

|                                  |           |  |
| Costanzo 17’ 61’ Castigliano 88’ | Marcatori |  |

| Arbitro: | Curradi (Firenze) |

|              |           |  |
| Gallanti 19’ | Marcatori |  |

| Roma 28 marzo 1943 26ª giornata | MATER             | 0 – 0 | Spezia | Motovelodromo Appio\| Arbitro: \| Coletti (Treviso) \| |
| Arbitro:                        | Coletti (Treviso) |       |        |                                                        |

| Arbitro: | Bertolio (Torino) |

|                          |           |  |
| Costanzo 2’ Scarpato 82’ | Marcatori |  |

| La Spezia 11 aprile 1943 28ª giornata | Spezia          | 0 – 0 | Napoli | Stadio Alberto Picco\| Arbitro: \| Biancone (Roma) \| |
| Arbitro:                              | Biancone (Roma) |       |        |                                                       |

| Arbitro: | Neri (Vicenza) |

|                              |           |                 |
| Baldoni II 32’ Conti 49’ 56’ | Marcatori | 52’ Castigliano |

| Arbitro: | Pizziolo (Firenze) |

|                              |           |                                               |
| Amenta 38’ Costanzo 65’, 75’ | Marcatori | 11’ Re Dionigi 59’ Perazzolo 66’ 69’ Calzolai |

| Arbitro: | Coletti (Treviso) |

|                                       |           |                   |
| Robotti 18’ Bulgarelli 49’ Zironi 74’ | Marcatori | 47’, 83’ Costanzo |

| Arbitro: | Francini (Viareggio) |

|  |           |            |
|  | Marcatori | 27’ Tossio |

| Arbitro: | Bernardi (Bologna) |

|              |           |           |
| Mainardi 87’ | Marcatori | 61’ Costa |

| Arbitro: | Malingher (Roma) |

|                   |           |  |
| Costanzo 20’, 85’ | Marcatori |  |

### Coppa Italia
| Arbitro: | Canavesio (Torino) |

|                                                |           |                                        |
| Ispiro 25’, 88’ Conti 38’, 54’ Neri 43’ Ispiro | Marcatori | 53’ Costa 80’ Costanzo 89’ Castigliano |

## Statistiche

### Statistiche di squadra
| Competizione | Punti | In casa | In casa | In casa | In casa | In casa | In casa | In trasferta | In trasferta | In trasferta | In trasferta | In trasferta | In trasferta | Totale | Totale | Totale | Totale | Totale | Totale | DR  |
| Competizione | Punti | G       | V       | N       | P       | Gf      | Gs      | G            | V            | N            | P            | Gf           | Gs           | G      | V      | N      | P      | Gf     | Gs     | DR  |
| ------------ | ----- | ------- | ------- | ------- | ------- | ------- | ------- | ------------ | ------------ | ------------ | ------------ | ------------ | ------------ | ------ | ------ | ------ | ------ | ------ | ------ | --- |
| Serie B      | 35    | 16      | 7       | 6       | 3       | 31      | 15      | 16           | 5            | 5            | 6            | 24           | 19           | 32     | 12     | 11     | 9      | 55     | 34     | +21 |
| Coppa Italia | -     | 0       | 0       | 0       | 0       | 0       | 0       | 1            | 0            | 0            | 1            | 3            | 5            | 1      | 0      | 0      | 1      | 3      | 5      | -2  |
| Totale       | -     | 16      | 7       | 6       | 3       | 31      | 15      | 17           | 5            | 5            | 7            | 27           | 24           | 33     | 12     | 11     | 10     | 58     | 39     | +19 |

### Statistiche dei giocatori
| Giocatore      | Serie B  | Serie B | Coppa Italia | Coppa Italia | Totale   | Totale |
| Giocatore      | Presenze | Reti    | Presenze     | Reti         | Presenze | Reti   |
| -------------- | -------- | ------- | ------------ | ------------ | -------- | ------ |
| C. Amenta      | 26       | 1       | 1            | 0            | 27       | 1      |
| S. Bani        | 2        | -7      | 0            | 0            | 2        | -7     |
| R. Barberini   | 2        | 0       | 0            | 0            | 2        | 0      |
| S. Bicchielli  | 2        | 0       | 0            | 0            | 2        | 0      |
| A. Borra       | 24       | 3       | 0            | 0            | 24       | 3      |
| E. Borrini     | 30       | 0       | 0            | 0            | 30       | 0      |
| R. Carapellese | 19       | 3       | 1            | 0            | 20       | 3      |
| E. Castigliano | 30       | 8       | 1            | 1            | 31       | 9      |
| V. Coltella    | 21       | 1       | 1            | 0            | 22       | 1      |
| G. Costa       | 29       | 11      | 1            | 1            | 30       | 12     |
| G. Costanzo    | 32       | 21      | 1            | 1            | 33       | 22     |
| P. Del Buono   | 1        | 0       | 0            | 0            | 1        | 0      |
| A. Frigo       | 6        | 0       | 0            | 0            | 6        | 0      |
| A. Gordini     | 20       | 4       | 0            | 0            | 20       | 4      |
| I. Isetto      | 3        | 0       | 0            | 0            | 3        | 0      |
| M. Magrini     | 1        | 0       | 1            | 0            | 2        | 0      |
| F. Pastore     | 1        | 0       | 0            | 0            | 1        | 0      |
| W. Persia      | 21       | 0       | 1            | 0            | 22       | 0      |
| B. Poli        | 21       | 1       | 0            | 0            | 21       | 1      |
| A. Romoli      | 12       | -12     | 1            | -5           | 13       | -17    |
| B. Rossi       | 18       | 0       | 0            | 0            | 18       | 0      |
| A. Scaglioni   | 18       | -15     | 0            | 0            | 18       | -15    |
| C. Scarpato    | 13       | 2       | 1            | 0            | 14       | 2      |
| A. Tomei       | 0        | 0       | 1            | 0            | 1        | 0      |